# Muirchertach Ua Briain
Muirchertach Ua Briain, död 1119, var en irländsk monark. 
Han var Irlands högkung mellan 1101 och 1119.  